# فرودگاه تانداگ
فرودگاه تانداگ (به انگلیسی: Tandag Airport) یک فرودگاه همگانی با کد یاتا TDG است که یک باند فرود بتن دارد و طول باند آن ۱۴۵۲ متر است. این فرودگاه در کشور فیلیپین قرار دارد و در ارتفاع ۵ متری از سطح دریا واقع شده است.

## شرکت‌های هواپیمایی و مقصدهای پروازی
| شرکت‌های هواپیمایی          | مقصدهای پروازی |
| -------------------------- | -------------- |
| سبو پسیفیک اجرا توسط Cebgo | مکتان-کبو      |